# Tekken: The Motion Picture
Tekken é um OVA em 2 partes (depois relançado como filme) baseado na franquia de games Tekken da Namco.